# Ourisia cockayniana
Ourisia cockayniana är en grobladsväxtart som beskrevs av Donald Petrie. Ourisia cockayniana ingår i släktet Ourisia och familjen grobladsväxter. Inga underarter finns listade i Catalogue of Life.